# Elie (Manitoba)
Elie (ˈiːlaɪ) ist eine nichtinkorporierte Siedlung und Local Urban District in der Rural Municipality of Cartier in der kanadischen Provinz Manitoba.

## Geographie
Die Ortschaft liegt etwa 30 km westlich von Winnipeg am Trans-Canada Highway. Durch den Ort fließt der La Salle River, der Assiniboine River nördlich von Erie bildet die nördliche Grenze der Municipality of Cartier, weitere Orte in der Nähe von Elie sind St. Eustache, Dacotah und Springstein.

## Tornado im Juni 2007
Am 22. Juni 2007 wurde Elie durch einen F5-Tornado getroffen. Dabei handelt es sich um den stärksten Tornado, der jemals in Kanada aufgezeichnet wurde. Er beschädigte eine Getreidemühle, zerstörte mehrere Gebäude und riss zwei stabil gebaute Häuser von ihren Gründungen. Ein Haus wurde 100 m weit mitgerissen. Der Tornado verletzte nur eine Person, und niemand kam um, weil die Bewohner von Environment Canada lange genug vorgewarnt waren, um Schutz suchen zu können.

## Wirtschaft und Infrastruktur
Der wichtigste Wirtschaftszweig ist die Landwirtschaft. Der Sendemast des kommunalen Fernsehsenders CHMI-DT wurde 1986 errichtet.

## Persönlichkeiten
- Marcel André J. Gervais (1931–2023), römisch-katholischer Geistlicher, Erzbischof von Ottawa